# Ribes soulieanum
Ribes soulieanum är en ripsväxtart som beskrevs av Eduard von Glinka Janczewski. Ribes soulieanum ingår i släktet ripsar, och familjen ripsväxter. Inga underarter finns listade i Catalogue of Life.